# Manchok
Manchok (în Tyap: Tsok) este un oraș din zona administrației locale Kaura⁠(d), precum și sediul central al conducerii Asholyio (Moroa), în sudul statului Kaduna, în regiunea Middle Belt⁠(d) din Nigeria. Locuitorii orașului vorbesc limba sholyio, una dintre varietățile de limbă din grupul Tyap. Orașul are un oficiu poștal.

## Geografie

### Peisaj
Manchok prezintă o altitudine de 896 m.

### Climă
Manchok are o temperatură medie anuală de aproximativ 24,8 °C (76,6 °F), maxima medie anuală de 28,6 °C (83,5 °F) și minima de 18,8 °C (65,8 °F), cu precipitații zero la sfârșitul și începutul anului, cu o medie anuală de precipitații de 28,1 millimetrui (1,11 in) și o umiditate medie de 53,7%, similară cu cea a orașelor vecine Kagoro, Zonkwa și Zangon Kataf. 
| Date climatice pentru Manchok (896 m altitudine) | Date climatice pentru Manchok (896 m altitudine) | Date climatice pentru Manchok (896 m altitudine) | Date climatice pentru Manchok (896 m altitudine) | Date climatice pentru Manchok (896 m altitudine) | Date climatice pentru Manchok (896 m altitudine) | Date climatice pentru Manchok (896 m altitudine) | Date climatice pentru Manchok (896 m altitudine) | Date climatice pentru Manchok (896 m altitudine) | Date climatice pentru Manchok (896 m altitudine) | Date climatice pentru Manchok (896 m altitudine) | Date climatice pentru Manchok (896 m altitudine) | Date climatice pentru Manchok (896 m altitudine) | Date climatice pentru Manchok (896 m altitudine) |
| Luna                                             | Ian                                              | Feb                                              | Mar                                              | Apr                                              | Mai                                              | Iun                                              | Iul                                              | Aug                                              | Sep                                              | Oct                                              | Nov                                              | Dec                                              | Anual                                            |
| ------------------------------------------------ | ------------------------------------------------ | ------------------------------------------------ | ------------------------------------------------ | ------------------------------------------------ | ------------------------------------------------ | ------------------------------------------------ | ------------------------------------------------ | ------------------------------------------------ | ------------------------------------------------ | ------------------------------------------------ | ------------------------------------------------ | ------------------------------------------------ | ------------------------------------------------ |
| Maxima medie °C (°F)                             | 29 (84)                                          | 32 (90)                                          | 34 (93)                                          | 33 (91)                                          | 30 (86)                                          | 27 (81)                                          | 24 (75)                                          | 22 (72)                                          | 24 (75)                                          | 28 (82)                                          | 29 (84)                                          | 31 (88)                                          | 28,6 (83,5)                                      |
| Media zilnică °C (°F)                            | 24 (75)                                          | 26 (79)                                          | 29 (84)                                          | 29 (84)                                          | 26 (79)                                          | 24 (75)                                          | 21 (70)                                          | 20 (68)                                          | 22 (72)                                          | 25 (77)                                          | 25 (77)                                          | 26 (79)                                          | 24,8 (76,6)                                      |
| Minima medie °C (°F)                             | 15 (59)                                          | 17 (63)                                          | 21 (70)                                          | 22 (72)                                          | 20 (68)                                          | 19 (66)                                          | 18 (64)                                          | 17 (63)                                          | 18 (64)                                          | 20 (68)                                          | 19 (66)                                          | 19 (66)                                          | 18,8 (65,8)                                      |
| Minima istorică °C (°F)                          | 14 (57)                                          | 16 (61)                                          | 20 (68)                                          | 21 (70)                                          | 21 (70)                                          | 20 (68)                                          | 19 (66)                                          | 18 (64)                                          | 19 (66)                                          | 19 (66)                                          | 18 (64)                                          | 15 (59)                                          | 18,3 (64,9)                                      |
| Precipitații mm (inches)                         | 0 (0)                                            | 1 (0.04)                                         | 3.1 (0.122)                                      | 13.5 (0.531)                                     | 35.5 (1.398)                                     | 54.2 (2.134)                                     | 71.2 (2.803)                                     | 69 (2.72)                                        | 60.3 (2.374)                                     | 29.3 (1.154)                                     | 0.1 (0.004)                                      | 0 (0)                                            | 28,1 (1,106)                                     |
| Umiditate [%]                                    | 24                                               | 18                                               | 28                                               | 48                                               | 66                                               | 80                                               | 88                                               | 90                                               | 86                                               | 61                                               | 32                                               | 23                                               | 53,7                                             |
| Nr. de zile cu precipitații                      | 0                                                | 1                                                | 4                                                | 12                                               | 23                                               | 28                                               | 31                                               | 30                                               | 29                                               | 18                                               | 0                                                | 0                                                | 14,7                                             |
| Sursă: World Weather Online                      |                                                  |                                                  |                                                  |                                                  |                                                  |                                                  |                                                  |                                                  |                                                  |                                                  |                                                  |                                                  |                                                  |

## Populația și limba

### Populație
Oamenii din Manchok și din zonele învecinate se numesc A̠sholyio (scris și Asholio, Asholyia, Osholio; numiți și „Morwa” sau „Moro’a” de către Hausa). Orașul este sediul conducerii care le poartă numele.

### Limba
Oamenii Asholyio vorbesc sholyio, unul dintre dialectele grupului de limbi Tyap, alături de alte șase - Fantswam, Gworok, Takad, Tyap propriu-zis, Tyeca̠rak și Tyuku. De asemenea, Jju⁠(d) pare să facă parte din aceste dialecte.

### Numerele în limba sholyio
1. A̱nyiung
2. A̱fiyang
3. A̱tat
4. A̱naai
5. A̱fwuon
6. A̱tee
7. A̱natat
8. A̱ri̱nai
9. A̱kubunyiung
10. Swak
11. Swak ma̱ng a̱nyiung
12. Swak ma̱ng a̱fiyang
13. Swak ma̱ng a̱tat
14. Swak ma̱ng a̱naai
15. Swak ma̱ng a̱fwuon
16. Swak ma̱ng a̱tee
17. Swak ma̱ng a̱natat
18. Swak ma̱ng a̱ri̱nai
19. Swak ma̱ng a̱kubunyiung
20. Nswak nfiyang

## Politică
Manchok (sau Tsok) este unul dintre districtele și cartierul general al conducerii Sholyio (sau Sholio). Alte districte sunt Azankan (Zankan), Azagwai (Gizagwai), Gbandang (Bondong), Vak (Kajim).

## Personalități
- Arc. Barnabas Bala Bantex, arhitect, om politic
- General-maior Joshua Madaki, serviciul militar
- Agwam Tagwai Sambo (OFR), conducător suprem